# Euploea leucostictina
Euploea leucostictina är en fjärilsart som beskrevs av Hans Fruhstorfer 1911. Euploea leucostictina ingår i släktet Euploea och familjen praktfjärilar. Inga underarter finns listade i Catalogue of Life.